# Blokada usług
Blokada usług (ang. denial of service, DoS) – atak na system komputerowy lub usługę sieciową w celu uniemożliwienia działania.
Atak polega zwykle na przeciążeniu aplikacji serwującej określone dane czy obsługującej danych klientów (np. wyczerpanie limitu wolnych gniazd dla serwerów FTP czy WWW), zapełnienie całego systemu plików tak, by dogrywanie kolejnych informacji nie było możliwe (w szczególności serwery FTP), czy po prostu wykorzystanie błędu powodującego załamanie się pracy aplikacji.
W sieciach komputerowych atak DoS oznacza zwykle zalewanie sieci (ang. flooding) nadmiarową ilością danych, mających na celu wysycenie dostępnego pasma, którym dysponuje atakowany host. Niemożliwe staje się wtedy osiągnięcie go, mimo że usługi pracujące na nim są gotowe do przyjmowania połączeń. Przykład: Fork-bomba.
Odmianą ataku DoS jest DDoS (distributed denial of service), a także DRDoS (distributed reflected denial of service).